# DVD-Video

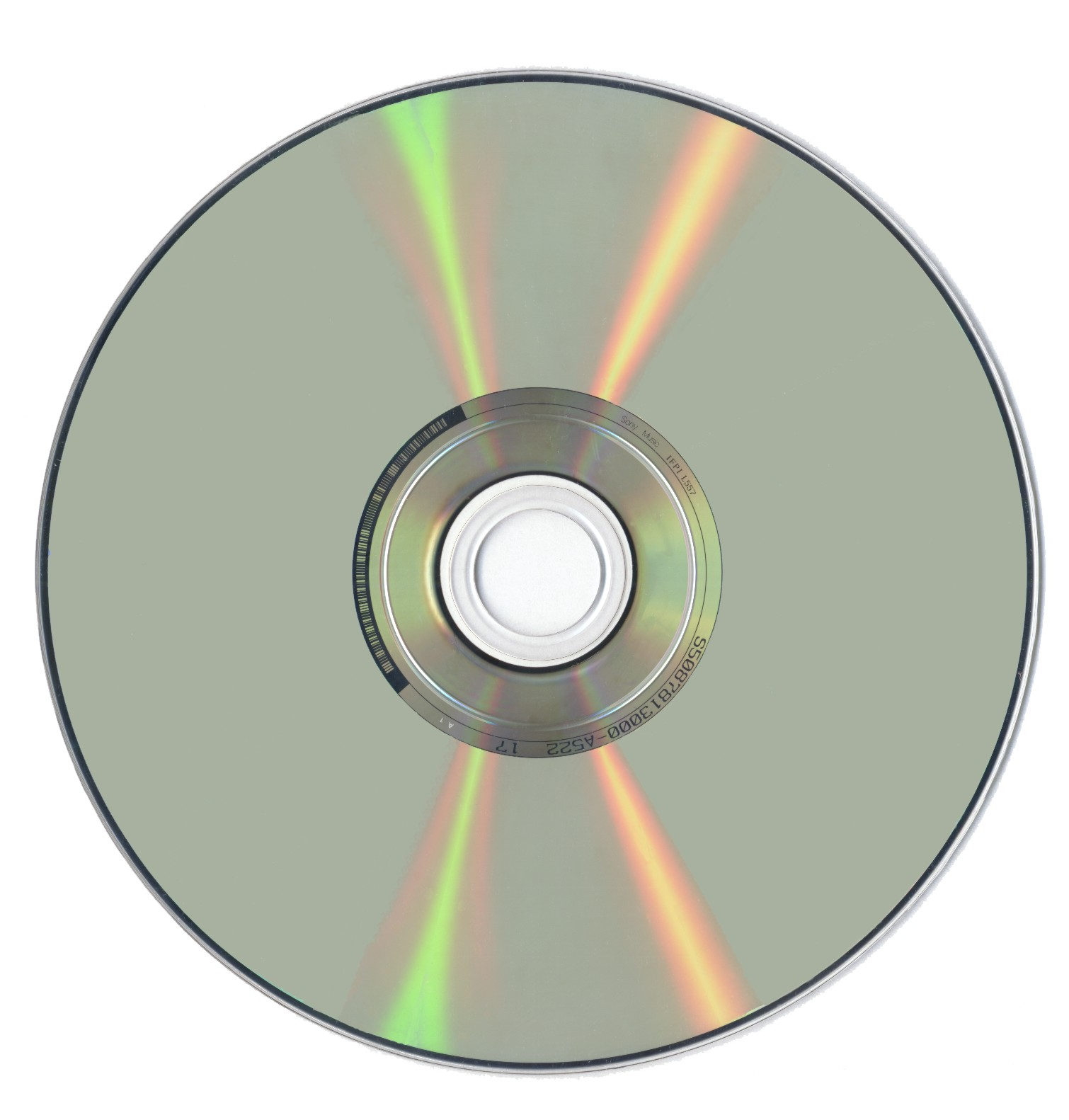
DVD-Video メディア

DVD-Video（ディー ブイ ディー ビデオ）とはDVDフォーラムで制定されたDVDに複数の映像、音声、字幕を記録するアプリケーションフォーマット（規格）である。

## 概要
1996年に東芝が中心となって開発が完了した後、製品の発売が始まり、以後世界的に幅広く普及している。それまで映像パッケージソフトの主流だったVHS、ビデオCD等に比べて高画質（解像感が高く、DVDの草創期にはプレーヤーのカタログなどでBETACAMなどの放送局用VTRに迫る画質と謳われる事もあった）であること、コンパクトディスクと同じようなメディアの扱いやすさで親しまれるようになった。ただし、登場直後から2000年まではそこまで普及せず、ディスクケースのサイズ規格もばらつきがあったが、DVD再生機能を標準搭載したゲーム機「PlayStation 2」のヒットによるディスクケースの統一や映画「マトリックス」のDVD初ミリオンセラー達成の他、対応機器の低価格化などにより特に2000年代に入ってから再生専用ソフトに関してはVHSを置き換えるほど普及した。
DVD-Videoは一般的にはDVD-Videoフォーマット規格で映像データが記録されたディスクを指すものとして用いられ、「DVDに記録されたデジタルビデオ」全般を表すものではない（詳細はDVD#DVD-Videoを参照）。記録フォーマット名として明確に区分する目的で表現する場合は「DVD-VF」 (DVD Video Format) が用いられる場合もある。一方、本来は単に "DVD" という場合はDVD-Videoディスク自体のことを表す言葉になるので解説・説明をする際には紛らわしさを避けるように注意する必要がある。

## 規格概要

### 映像
MPEG-2
DVDで使用する際は本来のMPEG-2の規格に若干の変更や制限が加えられており、映像ビットレートは最大約9.8Mbpsで同時に再生する音声のビットレートや字幕データを含めて10.08Mbpsを超えてはならない。また、マルチアングル使用時は映像ストリームの上限は8Mbpsになる。
- NTSCにおいては解像度は横720×縦480ピクセル・インターレース (480i) 、および29.97fpsが標準でありVHS（水平240本程度）、S-VHSやレーザーディスクなど（400本程度）に比べて高精細であるとされているが、ブロックノイズやモスキートノイズなどとの兼ね合いもあり実視聴上はS-VHSやレーザーディスクのCAV方式などとあまり変わらない画質ではないかといった意見もある。なお欧州で使われるPAL規格のDVD-Videoは576iとなるが、fpsが25に制限される上に、画面端が再生時にやや乱れる場合がある。
- 標準解像度の他に、横352×縦480ピクセルと横352×縦288ピクセル（CIF）が許容されている。

MPEG-1
MPEG-1方式の映像ストリームも使用可能である。解像度については、ビデオCDと同じCIFである。映像の最大ビットレートは1.859Mbpsを超えてはならない。

### アスペクト比
解像度は同じ720×480であっても、縦横比は4:3か16:9にソフト側で指定されている。ただしシネマスコープ・ビスタサイズなど16:9よりも横長な映像は垂直480本の解像度の一部しか利用できない（NTSCの場合。PALは576本）。詳細は画面サイズを参照。
ディスクが指定するアスペクト比と再生環境を合わせるため、DVDプレーヤーにはレターボックスやスクイーズの機能が搭載されており、スクイーズするかどうかはDVDに記録されている。16:9のテレビで映画を再生する場合、上下に黒帯を付加して全体を表示する（レターボックス）かスクイーズかを選択する。ただし映像ソフト側でパンスキャンを許可しないものが多く、これらは強制的にレターボックス表示となる。
16:9型のテレビ等で4:3の映像を再生することはDVD-Video規格の上では考慮されておらず、プレーヤーとテレビ等のどちらかで左右の端に黒帯を付加する処理（ピラーボックス）を行う必要がある。

### 音声
標準でドルビーデジタル (AC-3)2chおよび5.1ch信号、オプションでPCM、DTSやMPEG Audio Layer-2 (MP2) なども利用可能である。地域によって、その他の音声フォーマットにも対応する。全てのプレイヤー上で再生できる音声コーデックはドルビーデジタルとPCMのみである。ドルビーデジタルなどの容量の少ない音源を複数異なる言語で収録することも可能である。
PCMの量子化ビット数は16bit/24bit、サンプリング周波数は48kHz/96kHzが利用可能であるためCD（16bit・44.1kHz）より高音質となる。ただしLPCMサラウンドはBlu-ray以降に誕生した規格であるため、互換性の都合からほとんどDVDでは採用されない。
再生時にユーザーが好みの音声1種類を選ぶ。規格上は8ストリームまで利用可能でそれぞれのストリームに1ch、2ch、5.1chなどの音声を割り当てられる。例えば2チャンネルステレオをPCM、5.1チャンネルのサラウンド音声をドルビーデジタルまたはdtsで収録する。また海外の映画作品などの場合、
1. 原語
2. 日本語吹き替え
3. コメンタリー音声（出演者・スタッフなどによる場面解説）

といったものが多い。これにより海外の映画作品がVHSでは「字幕スーパー版」「日本語吹き替え版」と2種類のソフトを発売しなければならなかったり、「字幕対応版VHS」を字幕受信に対応したビデオデッキで再生する必要があったが、DVDなら1本に両方とも収録できるようになった。Blu-ray Disc以降ではプレイヤー側の設定地域（リージョンとは異なる）により設定に使用できる字幕・音声・アングルの数を制限したり、音声信号を最初に設定した言語で制御したりすることが可能となった。
市販のDVDレコーダーでは、DVD-Videoフォーマットでのマルチ音声収録に対応したものは2009年現在発売されていない。加えて、DVD-Videoフォーマット規格では再生専用機でも含めて音声チャンネルの左右切り替え再生を許容していないことからDVDレコーダーを用いた場合、テレビ放送の二ヶ国語放送（多重音声放送）をDVD-Videoフォーマットで二ヶ国語再生が可能な形式の記録は不可能になっている（DVD-VRフォーマットでは可能。後述も参照のこと）。

### 字幕（サブタイトル）
映像データとは別に字幕専用のデータを収録し、映像と重ね合わせて表示する（再生機器側の機能）ことが可能である。再生機器のリモコンなどで字幕表示のON/OFFの切り替えが可能。ただし収録コンテンツの製作過程で映像データと一緒にデジタルデータ化されているテロップ・字幕の場合はこの機能を用いていないので、ON/OFFは不可能（日本語字幕を参照のこと）。字幕は画像データであり、DVDの中のデータの画像を表示する機能が使用されるため、実装時はDVDの容量を負担することになる。

### クローズドキャプション
事実上後付けの機能であるが、PS4などの北米向けを想定したDVD/Blu-ray Disc映像プレイヤーでは字幕とは別でテキストデータから英語のクローズド・キャプションを生成する機能が搭載されている場合がある。クローズドキャプションは字幕とは異なりすべての台詞、及び台詞の喋る人物名を正確に表示することができ、字幕のフォントや表示枠をプレイヤー側で変更できる。日本ではインターステラーのDVD版などでCCの搭載が確認されている。

### マルチアングル
1つの場面に対して複数の映像を収録し、ユーザーが切り替えて楽しむことができる。例えば音楽ライブ映像でカメラの位置を切り替えながら鑑賞するといったことが可能になる。ただしこの機能は莫大なディスク容量が必要になることから、日本のアニメ映画でラフ画と実際の放映時の映像を交互に切り替えながら視聴する際などに用いられる場合がある。ブルーレイでは近年のディズニー作品ではリージョン間で一部の映像を差し替えることがあり、音声設定を変更したときに自動でアングルが変更されるので頻繁に用いられる。

### チャプター、タイトル
シーンの区切りにチャプターを設定することが可能。リモコンのチャプタースキップボタンやメニュー（後述）で好きな位置に移動することができ、VHSやレーザーディスクなどに比べて高い操作性・ランダムアクセス性を持つ。
また、1枚のDVDに複数のタイトルを収録することができる。例えば特典映像には本編とは別のタイトル番号が割り当てられる場合が多い。

### メニュー
チャプターを一覧表示し、好きな場面に瞬時に移動できるといった機能を持つメニュー画面を組み込むことができる。ただし、項目を選択するとPC向けプレイヤー以外では原則0.5秒ほどのウェイトが発生する。メニューには静止画だけでなく動画（モーションメニュー）を使うことも可能。メニューが適切かつ便利でなければソフトの魅力を大きく損なう場合があり、DVD-Videoの重要な要素の一つである。スターウォーズの初期に発売されたDVDではランダムにメニュー画面の映像が再生するたびに切り替わる仕組みが内蔵されている。
メニューの双方向機能をさらに発展させてゲームブックのような構造を用いたDVD-Video形式のゲームソフトを制作することも可能であり、主にアダルトゲームの分野でDVD PlayersGameと呼ばれるソフトが市場に出回っている。また、アニメDVDのおまけ要素として3択クイズを再現して収録したものも存在する。Blu-ray Disc、Ultra HD Blu-rayではメニュー画面のUIがさらに高度かつ高画質なものに改良されている。

### ドルビーデジタル、DTSデジタルサラウンド
一部のレーザーディスクですでにドルビーデジタルの再生は可能となっていたが、ドルビーデジタルが再生できるLDプレイヤー・アンプは一部機種のみとなっていたため再生難易度が高かった。しかし、DVDによってさらに手軽にドルビーデジタル信号の音声を.ac3ファイルごとMPEG2に内蔵できるようになったため、ついに映画の音声と全く同じクオリティの信号をそのまま記録できるようになった。そのため、DVDプレイヤーのうち、ドルビーデジタルに対応しているものはS/PDIF端子、のちに出たプレイヤーにはHDMI端子が搭載されている。最初からサラウンド音声が使用されていない場合でも、ドルビーデジタルを使用した2ch音声の記録が可能である。DTSを使う場合はドルビーデジタルよりも音質が向上する。DTSは一部ソフト・機種のみの対応となっているため、DTSに非対応の機器でDTS用の音声信号を再生すると機器に不具合や故障が発生するリスクがある。DTSも同様にS/PDIF、HDMI端子で伝送できる。

### 複製防止技術
アクセスコントロール技術としてContent Scramble System (CSS) による暗号化が可能であり、ほとんどの市販ソフトで導入されている。その際、コピーコントロール技術としてアナログコピーガード（マクロビジョン）が施されるのが一般的である。
その一方で、CSSやマクロビジョンを解除して複製を可能にするソフトウェアも存在する。
なお、日本では、2012年6月20日に、DVDなどに用いられる「CSS」などの暗号型技術を、著作権法上の対象となる「技術的保護手段」に追加するDVDのリッピングの違法化を盛り込んだ著作権改正法案が可決されている。これに伴い、CSS等の保護技術を回避してのDVDのリッピングは私的複製の対象外となり違法行為となる（ただし、CSS等の保護技術が使われていないDVDのリッピングについては、改正後も従来と変わりはない）。CSSを回避するプログラム・装置を提供することについても規制され、刑罰の対象となる。

### リージョンコード

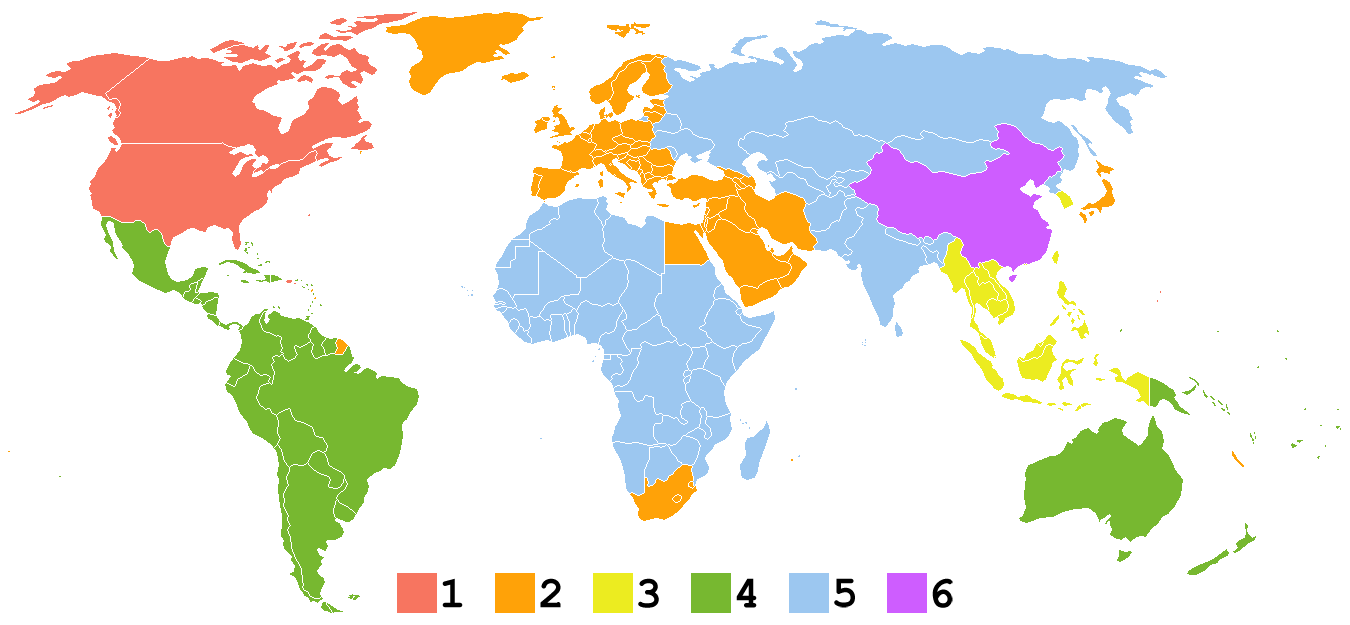
リージョンコードの分布

世界をいくつかの地域に分け、リージョンコード（地域コード）を割り当てることで地域限定のリリースやリリース日をずらすということができる。DVDプレーヤーとDVD-Videoディスクのリージョンコードが異なると再生することができない。ただしDVDプレーヤーのリージョンコードの設定を変更することによって再生できるものがあるが、ほとんどの機種では変更できる回数に上限（多くは5回、ドライブを最初に接続したときにリージョンが決まる場合を考慮すると4回）が設けられている。しかし、現在のPC用DVDプレイヤーのソフトウェアのほとんどやPCSX2はリージョンコードを無視して再生できるように設計されているため、PC用ドライブのリージョンコードを変更してもほとんど意味がない場合もある。
また、リージョンコードが合っていてもテレビ方式（NTSCやPALなど）が合わないと再生できない。例えば日本とヨーロッパ・中近東・南アフリカは同じリージョン2であるが、テレビ方式が異なるために通常は再生できない。しかし日本国内でPAL方式に対応したDVDプレーヤーも存在し、またNTSC規格に縛られない機器では再生できる場合が多い。なお香港とマカオおよび台湾（NTSC方式）のDVDはリージョンコードが中国とは違うため再生できない。
手持ちのDVD-Videoがどのリージョンあるいはテレビ方式であるかは、DVDのレーベル面やケースの裏表紙に記載されている。マークは地球を模した図の中にリージョンコードが書かれているロゴであるが、海外で流通するDVDでは必ずしも公式のリージョンマークが使用されていない。
リージョンコードとそれに対応する地域は下記の通り。
| コード | 地域                                                    |
| ------ | ------------------------------------------------------- |
| 0      | 制限なし（パッケージには「ALL」と記載されることが多い） |
| 1      | 米国、カナダ、米国領域                                  |
| 2      | ヨーロッパ、中近東、南アフリカ、日本                    |
| 3      | 韓国、台湾、香港、マカオ、東南アジア                    |
| 4      | オーストラリア、中南米                                  |
| 5      | アフリカ、アジア、東ヨーロッパ、ロシア                  |
| 6      | 中華人民共和国                                          |
| 7      | 未定義                                                  |
| 8      | 航空機内等                                              |

### ペアレンタルロック
暴力や性描写などがあるシーンを子供に見せないため、DVDプレーヤーにパスワードを設定して、ロックをかけ該当シーンを再生できないようにする機能がある。なお英語のparentalの発音は「パレンタル」であるが、日本では名詞のparent（ペアレント）からの誤類推で「ペアレンタル」と片仮名表記されるのが一般的である。一部シーンのロックはほとんど採用されず、ディスクの映像全てを年齢制限でロックする場合が多い。
但し、設定していると、内容（ストーリー）が分からなくなると言う弊害もある。

### 片面/両面、1層/2層
DVDの規格上は両面2層まで可能であるが、歩留まりの問題やパッケージソフトとして販売される性格から片面2層とし裏面に絵やロゴ等（レーベル）を印刷する場合がほとんどである。なお、両面再生型が存在するLDプレーヤーと異なり、DVDプレーヤーには両面自動連続再生可能なものが存在しないため、2枚組でも両面1/2層でも入れ替えの手間はあまり変わらず、ケースへの出し入れの手間が省けるだけである。むしろ、オートチェンジャー型の場合は2枚組の方が入れ替えの手間がかからない。記録面が汚れる可能性があることを考えると、ユーザーからすれば片面ディスクの方が扱いやすい。初期のDVD(~2000年）までは主にワーナーブラザーズのみがDVDを製造していたため、片面二層にすればいい作品を、レーザーディスクと同じ製造プロセスに近づけたために両面一層として販売されるディスクも製造した。
両面2層は『心の旅路』（特別版）等、極少数に留まり、両面1層も『風と共に去りぬ』（通常正規盤）、『陽気な踊子』（正規版）、『燃えよドラゴン』、『アマデウス』（通常版）、『戦え!!イクサー1』等、少数に留まる。ワーナーの主にテレビシリーズに集中し、ワーナー以外では極めて珍しい。DVDの普及後期には両面使用で発売されたソフトも片面２層仕様で再発売されるものも多かった。。

### 操作の制限
ディスクを入れ始めた直後などに映る注意書きやロゴアニメーションの部分では、早送り・早戻し・一時停止、もしくはその一部の操作が出来ない(禁止されている)ことがある。Xbox、Xbox 360の初期のディスクはこの仕様が使われ、Xbox以外で再生したときに専用の演出が流れた後、警告画面が表示された後はどの操作やチャプター飛ばしも不可能になる。

## 規格仕様
- 解像度
  - NTSC
    - Full D1:720×480
    - Cropped Full D1:704×480
    - Half D1:352×480
    - SIF:352×240

  - PAL
    - Full D1:720×576
    - Cropped Full D1:704×576
    - Half D1:352×576
    - CIF:352×288
- 多重化ストリーム
  - 符号化方式:MPEG-2プログラムストリーム
  - 最大多重化レート:10.08Mbps
- 映像ストリーム
  - ストリーム数:1
  - 符号化方式:MPEG-1/MPEG-2
  - 最大レート
    - MPEG-1:1.859kbps以下
    - MPEG-2:9.80Mbps以下
- 音声ストリーム
  - ストリーム数:8
  - 符号化方式:リニアPCM/ドルビーデジタル (AC-3) /MPEG-1オーディオ/MPEG-2オーディオ
  - 詳細（サンプリング周波数/量子化bit/レート/ch数）※すべて最大値
    - リニアPCM:96kHz／24bits/非圧縮/6.144Mbps/8ch
    - ドルビーデジタル (AC-3) :48kHz/圧縮/488kbps/5.1ch
    - MPEG-1オーディオ:48kHz/圧縮/384kbps/2ch（注1）
    - MPEG-2オーディオ※:48kHz/圧縮/912kbps/7.1ch（注1）
    - dts:（注1）
- 副映像（サブピクチャ）ストリーム
  - ストリーム数:32
  - 符号化方式:ランレングス符号化ビットマップ（2bit/ピクセル）
  - 最大データサイズ:52kB
  - 最大画素数
    - 525/60システム:720×478
    - 625/50システム:720×537

注1：日本などNTSC方式準拠ではリニアPCM、ドルビーデジタル2.0chが全てのデバイス上で再生できる仕様となっていて、他はオプション扱いとなっている。PAL方式準拠ではリニアPCM、ドルビーデジタルとともに標準になっているMPEG-1 Audio Layer-IIなどの音声は日本製のプレイヤーやソフトでは音声が出ない場合もある。

## 対応機器
DVDプレーヤーやDVDレコーダー等、ほとんどのDVD対応機器での再生が可能。PC搭載のDVDドライブでも再生が可能である事が多い。また、一部のDVDドライブ搭載ゲーム機でも再生できる。
ただし、DVD-Videoには規格裁定のバージョンが存在するため、バージョンごとに追加された機能で若干の不具合が古いプレイヤーで発生する可能性はある。

## DVDレコーダーにおけるDVD-Videoモード

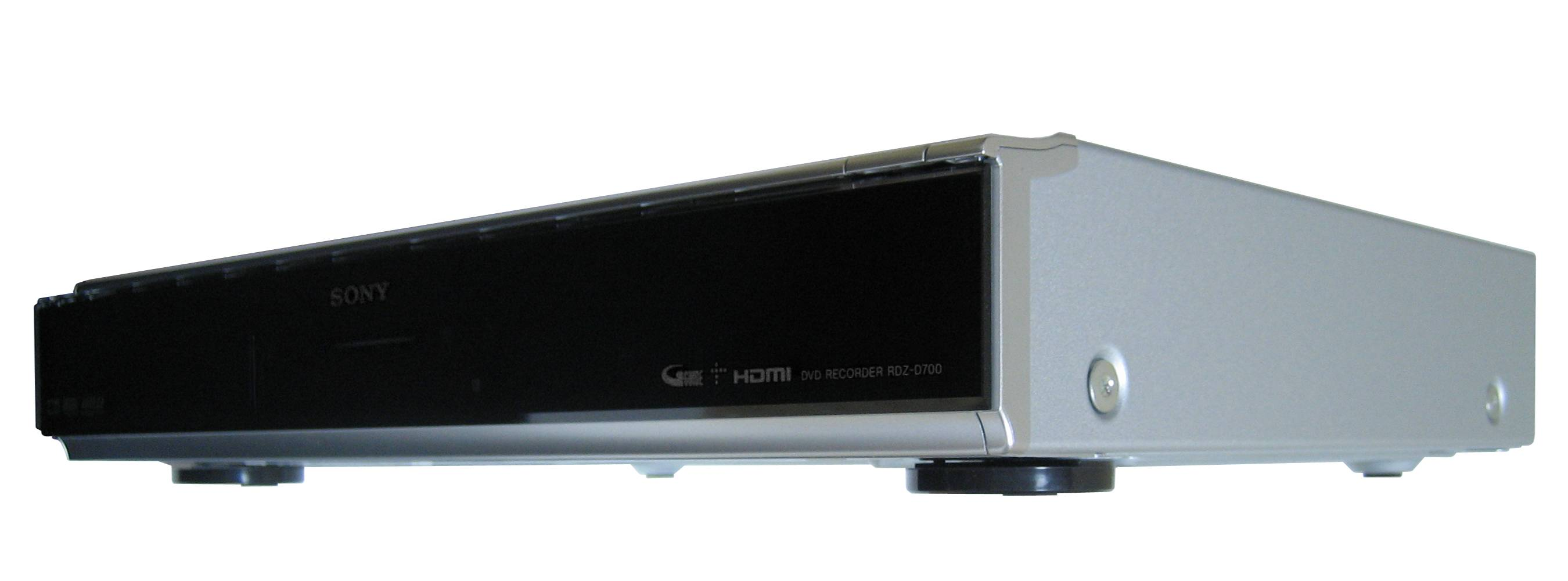
HDD & DVDレコーダー

- DVDレコーダーでの記録型DVDへの記録形式には主に「ビデオモード」（DVD-Videoフォーマット準拠）と「VRモード」（DVD-VRフォーマット）があり、前者はDVD-Videoにほぼ準拠している。DVD-RやDVD-RWがまだ開発されていなかった時代に発売された初期のDVDプレーヤーでは再生できなかったりまた地上デジタルテレビジョン放送などが受信、録画可能な最新機種であっても記録状態や機器とメディアの相性によっては再生できない場合もありメーカー各社では完全な互換性を保証していない。
- DVD-Videoはインタレース映像を記録するため、マクロビジョンとの共存が可能である。マクロビジョンで記録された映像はHDMI変換を経由してもプロテクトが消去されることはない。
- ほとんどのHDMIが取り付けられていない機器ではDVDのRGB信号出力ができない。HDMI出力の場合はHDCPがかかることを前提にRGB出力を可能にしたデバイスも存在。
- DVD-Videoモードはオーサリング後のカット編集ができない（オーサリングのやり直しという作業をふめば可能）など自由度が低いが、VRモード非対応のDVD-Videoプレーヤーで再生できる互換性の高さが特長である。コピーガードのかかったデジタル放送はDVD-Videoモードでは記録できない（記録する際にコピーガードの解除を伴うので、日本では著作権法第30条の2に抵触する）。
- DVD-Videoモードでは、市販の各種記録型DVD（DVD-R、DVD-R DL、DVD-RW、DVD+R、DVD+R DL、DVD+RW）に機器が対応している場合に録画可能である。なおDVD-RAMにも規格上は録画可能となっているが、現在記録・再生に正式対応した専用アプリケーションは一般市場には提供されていない。一般的なDVDプレーヤーやDVDレコーダーでは、たとえDVD-RAM対応機であっても規格外のディスクとして機械が再生を拒む。
- DVD-Videoフォーマットは後発規格であるDVD-VRフォーマットでは可能となっている音声トラック（音声ストリーム）内のチャンネル選択による音声切換は出来ない仕様になっていて、別な音声ストリームとして記録されているマルチ音声収録の場合のみ音声の切り替えが可能になっている。
- 音声の章で前述したように市販の民生DVDレコーダーではDVD-Videoモードで2つ以上の音声トラックに対応した製品が皆無なのと同一音声トラック内のチャンネル切換が規格上で制限されている関係でテレビ放送の二ヶ国語音声を同時に収録することが出来ず、どちらか一方のみを記録前に指定して録画する。PCなどでのDVD-Videoオーサリングソフトでは同時収録が可能（マルチ音声記録対応）になっているものがある。
- アスペクト比16:9の映像を記録・再生（スクイーズ記録）できるのはDVD-VRモードでは各解像度で可能であるが、DVD-VideoモードではFull D1のみである[注釈 3]。
- DVD-Videoでコロンビアまたはユニバーサル製のビデオは音声信号にほぼ削除不可能なCinavia信号が記録されることがある。

## 販売・流通
- 概要の項で挙げたメリットやVHSソフトに比べて流通コストが安い（メディア製造コストが格段に安い、パッケージを小型軽量に抑えられ輸送コストや陳列在庫スペースを節減できる、外国映画の字幕版と吹き替え版を同じパッケージで兼用できるなど）こと、VHSでは出来なかった新しい機能を搭載した（例えば日本語で制作された作品であっても聴覚障害者向けに日本語の字幕を収録し再生の際にプレーヤーで字幕の有無を自由に設定できるので、DVD-Videoは福祉の面でも優れている）ことなどにより販売本数が増加した。全世界では『ファインディング・ニモ』が2800万本[1]、日本国内では『千と千尋の神隠し』が222万本（オリコン調べ）を売り上げて歴代トップとなっている。
  - 製造コストの低下したことにより、雑誌などの書籍にDVD-Videoが付属することが多くなった。
  - 一方、複製や海賊版製造のしやすさから違法な海賊版DVDを製造・販売する業者・個人の摘発が後を絶たない。
- 黎明期のDVD-VideoソフトのケースはユニバーサルやビクターなどCDと同じジュエルケースや、ワーナーブラザーズなどVHSのケースを参考したものとメーカーによってバラツキがあったが、2000年を過ぎると、ディスクケースのサイズが三代目PS2から使用されたトールケースのサイズで統一され始めるようになった。
- 2000年頃からレンタルビデオ店でDVDの貸し出しが始まった。またオンラインDVDレンタルという新たなビジネスモデルも登場した。
- 日本国内では、再販売価格維持制度に縛られる書籍や音楽CDなどと異なり、DVDは値引き販売が可能である。ECサイトでは、主に新作ソフトで25%前後の値引きをしている店舗がある。
- 2003年頃から、日本では音楽CD（シングル・アルバム）にプロモーションビデオやライブ映像等を収録したDVDを付属した商品が登場した。2004年に公正取引委員会が『CD+DVDの形態は再販制度の対象外である』という通達を出したため、主にECサイトで値引き販売が行われている（値引率はDVD単品に比べて低い）。値引き後は、CDのみの同一製品と価格差が僅かであるため割安感があり、CDのみの同一製品に比べて、よく売れる傾向にある。海外でも同様の商品が見られる。
- オリジナルビデオの一部の作品にDVDドラマ[注釈 4]、DVDアニメ[注釈 5]が少数ぐらい用いられることがある。
- 映画の公開から数ヶ月後にはDVDが発売・レンタル開始されるため劇場に足を運ばない人が多くなり、映画興行収入が低下した要因のひとつになったと言われている。また2000年代半ばにはDVDの総売上も低下傾向となった。
- 2000年代後半になって、第3世代光ディスク（Blu-ray Disc・HD DVD）が登場し、徐々にDVDを置き換えるのではないかと言われていたが、最終的にBlu-ray Discが市場のDVDをすべて置き換えることはなかった。BDプレイヤーは基本的にPlayStation 3の初期型などの数少ない例外を除き、高価になる傾向があったこと、動画共有サイトやネット配信が普及したことが原因である（BDやDVDよりもネット配信のほうが高速で流通できる上に、在庫商品を廃棄する必要が無い）。BDプレイヤーはAACSの都合上、ほとんど使用しない場合でもプレイヤー単体でオンライン回線に接続でき、かつ内部に記録ストレージを作る必要があるか、USBのA端子を搭載させる必要があったこと、またHDMIの搭載は必須であることから、レコーダーを搭載しない純粋なプレイヤーを製造しにくくしている。ただし、LAN端子の併設に関してはのちに任意となった。2015年に登場したUltra HD Blu-rayはさらに流通が少なく[注釈 6]、現状ブックオフなどの数少ない系列店以外ではめったに購入できなくなっている。
  - 現在は、ケースのジャケットを黄色に統一し、通常よりも安い価格でDVDの新作を販売する会社も増えている。また、ディズニーは「MovieNEX」ロゴを全面に押し出し、DVDやブルーレイディスクのロゴを目立つ箇所に記載せずに、二枚のディスクを同時に一つのケースに入れて販売することで混乱を防ごうとする動きも見られる。
- 2000年代後半以降、20世紀FOXなどがMakeMKVなどを使用したリッピングそのものを対策したコピーガードであるRipGuardを採用しているメーカーが増えてきている。そのため、一部の古いDVDプレイヤーやパソコンでは正常に再生できない場合がある。[2]